# В пятницу в половине двенадцатого...
«В пятницу в половине двенадцатого…» (другое название «Весь мир в кармане») — европейский фильм 1961 года, детективная драма по роману британского писателя Джеймса Хэдли Чейза, режиссёр фильма Альвин Ракофф (Alvin Rakoff). Фильм стал совместным производством нескольких стран: Западной Германии (где вышел под названием An einem Freitag um halb zwölf), Франции (название: Vendredi 13 heures) и Италии (название: Il mondo nella mia tasca).

## Описание сюжета
За игрой в карты главарь шайки преступников Фрэнк Морган предлагает своим товарищам дерзкий план ограбления машины-сейфа, перевозящей деньги для американской военной базы. Он представляет им красотку Джинни, которая придумала план, под её влиянием члены шайки единогласно решают пойти на дело. Бандиты совершают налёт на ночной клуб и разживаются деньгами для покупки всего необходимого.
Шайка устраивает засаду на дороге. Согласно плану Джинни изображает из себя жертву дорожной аварии. Морган и Эд Блэк переворачивают и поджигают её машину после чего прячутся в кустах. Охранник вылезает из подъехавшей машины, а водитель из-за жары не опускает бронированные ставни. Морган подбирается к машине, однако водитель замечает его в зеркальце заднего вида и успевает предупредить криком охранника. Блэк с винтовкой страхует Моргана в кустах, однако его оружие в решающий момент даёт осечки. Охранник ранит Моргана, но погибает от его ответного выстрела. Водитель успевает опустить ставни, хотя тоже получает пулю от Моргана.
Подъехавший на трейлере Алекс Китсон загоняет броневик в фургон, шайке удаётся миновать полицейские посты. Последний участник банды специалист по технике Джипо перерезает провода радиопередатчика броневика и взламывает ставни. Китсон пролезает в кабину, однако притворившийся убитым водитель собирается с силами и пристреливает Китсона. Морган добивает водителя.
Шайка приезжает на кемпинг, где Блэк и Джинни изображают молодожёнов, а Морган и Джипо прячутся, Джипо безуспешно пытается взломать код замка. Нарастают трения между участниками банды. Преступники решают ехать в горы и попытаться там в безлюдной местности разрезать сейф. Однако мальчишка Карло Мандини заподозрил липовых «молодожёнов», догадался, что броневик спрятан в трейлере и сообщил о подозрениях в полицию. Отряд полиции и американских военных, подключившихся к розыску бросается в погоню.
Шайка теряет Джипо, который, решив сбежать, погибает от укуса змеи. Бандиты подъезжают к затору, который им не удаётся преодолеть. Морган, Джинни и Блэк карабкаются по скалам, однако Блэк срывается и скатывается обратно. Он подбирает винтовку и погибает в неравном бою с полицией. Вертолёт обнаруживает Моргана и Джинни. Не желая сдаваться они бросаются вместе с обрыва.

## В ролях
- Род Стайгер — Фрэнк Морган
- Надия Тиллер — Джинни
- Питер ван Эйк — Эд Блэк
- Ян Сервэ — Джипо
- Ян Баннен — Алекс Китсон
- Мариса Мерлини — госпожа Мандини
- Меммо Каротенуто — господин Мандини
- Эдоардо Невола — Карло Мандини
- Кардо Джустини — Пьер'